# Fontaine-Valmont
Fontaine-Valmont (wa. Fontinne-Våmont) – dzielnica (section) gminy Merbes-le-Château w Belgii, w Regionie Walońskim, w prowincji Hainaut, w okręgu Thuin. 1 stycznia 2020 roku liczyła 1051 mieszkańców. Do 31 grudnia 1976 r. samodzielna gmina. 

## Demografia
Liczba mieszkańców, stan na 1 stycznia:
| Rok                | 1930 | 1947 | 1961 | 2020 |
| ------------------ | ---- | ---- | ---- | ---- |
| Liczba mieszkańców | 900  | 912  | 953  | 1051 |